# سيمون سميث
سيمون سميث (بالإنجليزية: Simon Smith) (16 سبتمبر 1962 المملكة المتحدة - ) هو لاعب كرة قدم بريطاني يلعب كحارس مرمى.